# Половой отбор

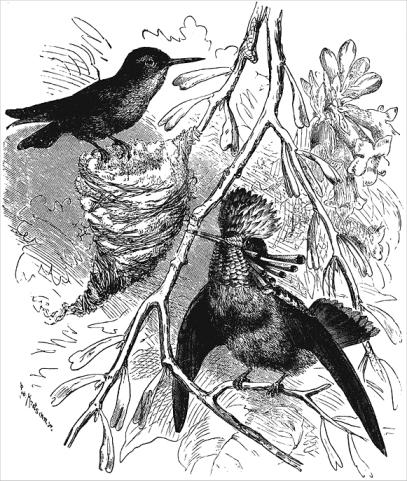
Иллюстрация из книги Чарльза Дарвина «Происхождение человека и половой отбор». Изображены самка (слева) и самец тропической птицы Lophornis ornatus, демонстрирующие половой диморфизм

Половой отбор — процесс, в основе которого лежит конкуренция за полового партнёра между особями одного пола, что влечёт за собой выборочное спаривание и производство потомства. Этот механизм может быть причиной эволюции некоторых характерных черт и приводить к их усилению.  В пределах вида один из полов (практически всегда женский) играет роль ограниченного ресурса для другого (практически всегда мужского).
Половой отбор является частным случаем естественного отбора.
Некоторыми современными этологами высказывается мнение, что чувство любви и самопожертвования является следствием полового отбора и внутриродственной селекции на генетическом уровне.
Существует несколько научных гипотез, объясняющих возникновение полового отбора (теория Фишера, теория гандикапа, гипотеза «вызова», гипотеза сверхстимулов).

## Родительский вклад
Родительским вкладом (РВ) называют любые затраты времени, энергии и других ресурсов родителей, которые благоприятствуют потомству, ограничивая при этом возможности родителей улучшать свою приспособленность (Clutton-Brock 1991: 9; Trivers 1972).
Согласно принципу Фишера оба пола должны иметь одинаковый родительский вклад, на основе которого и определяется интенсивность полового отбора.
Теория РВ Триверса предсказывает, что пол, вкладывающий больше ресурсов в лактацию, уход и защиту потомства, будет более разборчив при спариваниях, в то время как пол с меньшим вкладом будет конкурировать за доступ к полу с высоким РВ (принцип Бейтмана). Различия полов во вкладах важны для определения интенсивности полового отбора.
Забота о потомстве встречается во многих таксономических группах, включая как холоднокровные виды (беспозвоночные, рыбы, амфибии и рептилии), так и теплокровные (птицы и млекопитающие). Забота может осуществляться на любой стадии жизни: пренатальное развитие, включая защиту яиц, постройку гнезда, насиживание и вынашивание в утробе у млекопитающих, и уход после рождения, включая кормление и защиту.
Для потомства преимущества РВ связаны с улучшением условий роста и развития, и, как следствие, с репродуктивным успехом потомства. В результате возможность самих родителей произвести новое потомство уменьшается. Это может включать как риск травмы при защите потомства от хищников, так и потерю возможности нового спаривания в период ухода за потомством. Такая ситуация часто приводит к конфликту родителей и потомства (parent-offspring conflict). Поэтому родителям приходится поддерживать определённое равновесие между затратами на потомство и поддержанием собственной жизнедеятельности, необходимым для будущего воспроизводства.